# خانه تراب جهانی
خانه تراب جهانی مربوط به دوره معاصر است و در شهرستان فومن، شهرک تاریخی ماسوله واقع شده و این اثر در تاریخ ۲۵ اسفند ۱۳۸۰ با شمارهٔ ثبت ۵۲۰۹ به‌عنوان یکی از آثار ملی ایران به ثبت رسیده است.